# Пайде (муниципалитет)
Пайде (эст. Paide linn) — муниципалитет в Эстонии, административная единица в уезде Ярвамаа, образованная во время реформы 2017 года путем добровольного объединения городского муниципалитета Пайде и волостей Пайде и Роосна-Аллику. Официальное название самоуправления как общественно-правового юридического лица — город Пайде.

## Географические данные
Площадь самоуправления — 442,9 км2.
На территории, вошедшей в состав новообразованного самоуправления, по состоянию на 1 января 2017 года численность населения составила 10 957 человек: в городе Пайде жили 8226 жителей, в волости Пайде — 1663 человека, в волости Роосна-Аллику — 1068 человек.

## Населенные пункты
Муниципалитет включает в себя 1 город, 1 посёлок и 40 деревень.
- город: Пайде,
- посёлок: Роосна-Аллику,
- деревни: Алликъярве, Анна, Валасти, Валгма, Ведрука, Вескиару, Выыбу, Вийзу, Вираксааре, Эйвере, Эсна, Каарука, Кихме, Кирила, Кирисааре, Кодазема, Коорди, Корба, Крийлевялья, Мустла, Мустла-Нымме, Мюнди,Мяэкюла, Мяо, Нурме, Нурмси, Оэти, Отику, Оякюла, Пикакюла, Пряэма, Пуйату, Пурди, Саргвере, Сейнапалу, Силлаотса, Сымеру, Суурпалу, Тарбья, Тяннапере.

## Символика
Символами самоуправления остаются герб и флаг, которые принадлежали городскому муниципалитету Пайде до объединения.

## История
26 февраля 2015 года совет города Пайде согласно Закону об организации работы местных самоуправлений, Закону о административное деление территории Эстонии и Закону о содействии объединению единиц местного самоуправления предложила всем волостям уезда Ярвамаа начать переговоры о создании единой единицы самоуправления, которая бы охватывала всю территорию уезда. Волостные советы Тюри и Койги отказались от участия в переговорах.
17 декабря 2015 года городской совет Пайде вновь выступил с предложением об объединении только центральных волостей уезда: Пайде, Вяэтса, Роосна-Аллику, Кареда, Койги и Имавере. С другой стороны волостной совет Ярва-Яани 28 января 2016 года предложил начать переговоры об объединении советам семи волостей уезда Ярвамаа: Албу, Амбла, Имавере, Кареда, Коэру, Койги и Роосна-Аллику.
Волостные советы Пайде и Роосна-Аллику соответственно 28 января и 26 февраля 2016 года приняли решение согласиться на проведение переговоров с городским советом Пайде о внедрении изменений в административно-территориальное устройство с целью создания новой административной единицы.
29 марта 2016 года волость Коэру повторила предложение городского совета Пайде, предложив создать единое самоуправления в уезде. Однако предложение вновь не нашло сторонников. 12 мая от объединения с городом Пайде отказался волостной совет Койги, а 16 июня аналогичные действия предприняли советы Вяэтса и Имавере.
15 декабря 2016 года местные советы города Пайде и волостей Пайде и Роосна-Аллику утвердили Договор об объединении.
12 января 2017 года Правительство Эстонии приняло постановление № 12 о создании новой административной единицы — городского самоуправления Пайде — путем слияния территорий городского муниципалитета Пайде и волостей Пайде и Роосна-Аллику. Изменения в административно-территориальном устройстве, согласно постановлению, должны были вступить в силу со дня объявления результатов выборов в городской совет нового самоуправления.
15 октября 2017 года в Эстонии состоялись выборы в органы местной власти. Образования городского самоуправления Пайде вступило в силу 25 октября 2017 года. Волости Пайде и Роосна-Аллику изъяты из «Перечня административных единиц на территории Эстонии».